# Obanella rimutaka
Obanella rimutaka är en snäckart som beskrevs av Dell 1952. Obanella rimutaka ingår i släktet Obanella och familjen punktsnäckor. Inga underarter finns listade i Catalogue of Life.